# 玛苏梅·阿加普尔·阿里沙希
玛苏梅·阿加普尔·阿里沙希（波斯語：معصومه آقاپور علیشاهی，1969年—），伊朗改革派女性政治家。
玛苏梅·阿加普尔·阿里沙希父母来自东阿塞拜疆省，其在德黑兰出生，后取得经济学博士学位，先后在阿拉马·塔巴塔拜大学、伊斯兰阿扎德大学、应用科技大学执教。
在2016年议会选举中，她作为改革派普遍联盟：第二步的成员当选第十届伊斯兰议会议员。她因对伊斯兰教不虔诚，被取消参加2020年议会选举的资格。
2020年2月20日，在2019冠状病毒疫情蔓延到伊朗之后，她被报导感染了SARS-CoV-2。